# Csontoshegy
Csontoshegy (szlovákul: Kostivrch) Felsőhámor településrésze, egykor önálló falu Szlovákiában, a Besztercebányai kerületben, a Zsarnócai járásban.

## Fekvése
Zsarnócától 4 km-re északnyugatra.

## Története
1910-ben már nem volt önálló település. A trianoni békeszerződésig Bars vármegye Garamszentkereszti járásához tartozott.

## Népessége
2001-ben Felsőhámor 657 lakosából 650 szlovák volt.